# Чхубіанішвілі Захарій Миколайович
Чхубіанішвілі Захарій Миколайович (груз. ზაქარე ჩხუბიანიშვილი; 1903 село Руіспірі біля міста Телаві, тепер Грузія — 1980) — радянський грузинський партійний діяч, голова Ради міністрів Грузинської РСР, голова Президії Верховної ради Грузинської РСР. Депутат Верховної ради СРСР 2—3-го скликань.

## Життєпис
У 1923 році вступив до комсомолу. Перебував на комсомольській та профспілковій роботі.
Член ВКП(б) з 1928 року.
Освіта вища, інженер-механік.
Працював директором Закавказького науково-дослідного інституту лісового господарства, директором Тбіліського лісотехнічного інституту. До 1937 року був аспірантом Ленінградської лісотехнічної академії імені Кірова.
З 1937 до 20 березня 1940 року — народний комісар лісової промисловості Грузинської РСР.
З березня 1940 до квітня 1941 року — 1-й секретар Сігнахського районного комітету КП(б) Грузії.
З 1 квітня 1941 до 1943 року — секретар ЦК КП(б) Грузії з промисловості. З 1943 до грудня 1944 року працював завідувачем промислового відділу ЦК КП(б) Грузії та заступником секретаря ЦК КП(б) Грузії з промисловості.
16 грудня 1944 — 24 грудня 1946 року — 2-й секретар Тбіліського міського комітету КП(б) Грузії.
З 8 квітня 1945 до 14 квітня 1953 року — член Бюро ЦК КП Грузії.
З 18 грудня 1946 по 6 квітня 1952 року — голова Ради міністрів Грузинської РСР.
З 6 квітня 1952 по 15 квітня 1953 року — голова Президії Верховної ради Грузинської РСР.
З 15 квітня 1953 до 17 червня 1954 року — міністр лісової та паперової промисловості Грузинської РСР. З 17 червня 1954 до 1957 року — міністр лісової промисловості Грузинської РСР. У 1957—1959 роках — начальник Управління лісової та паперової промисловості Ради народного господарства Грузинської РСР.
У 1959—1970 роках — директор Тбіліського науково-дослідного інституту лісової промисловості.
Потім — на пенсії.

## Нагороди
- орден Леніна
- орден Вітчизняної війни І ст.
- орден Трудового Червоного Прапора (24.02.1941)
- медаль «За оборону Кавказу»
- медаль «За доблесну працю у Великій Вітчизняній війні 1941—1945 рр.»
- медалі